# Marienthal (Ahr)
Marienthal ist ein Weiler an der Ahr in der Ortsgemeinde Dernau im Landkreis Ahrweiler. Seit 1137 war der Ort wegen der Trennung der Herrschaft Saffenburg vom Erzbistum Köln politisch geteilt. Bis ins Jahr 2023 gehörte lediglich der westliche Teil des Ortes, einschließlich des Klosterbezirkes, zur Ortsgemeinde Dernau. Der östliche Teil gehörte zur Stadt Bad Neuenahr-Ahrweiler und zu deren Ortsbezirk Walporzheim.
Nach der Hochwasserkatastrophe vom Sommer 2021 beschlossen die Einwohner, dass der Ort künftig vollständig zu Dernau und somit zur Verbandsgemeinde Altenahr gehören soll. In einer Abstimmung sprachen sich 77 der 85 Stimmberechtigten für den Zusammenschluss aus, der Dernauer Gemeinderat schloss sich dem Votum im März 2022 einstimmig an. Der Ort wurde formell am 13. November 2023 wiedervereinigt. Die praktische Umsetzung der Wiedervereinigung Marienthals erfolgte zum 1. Januar 2024.

## Geographie
Marienthal liegt im mittleren Ahrtal links des Flusslaufs zwischen Walporzheim und Dernau, umgeben von steil aufragenden Weinbergen und Wald. Die nach Süden und Südwesten ausgerichteten Hänge (Stiftsberg, Klosterberg, Rosenberg, Trotzenberg) sind mit Reben bestockt. Rechts der Ahr erhebt sich zwischen Marienthal und Dernau der bewaldete Krausberg, der mit 355,4 m ü. NHN der höchste vor Ort ist.

## Geschichte
Das ursprünglich unbesiedelte und bewaldete Seitental der Ahr wurde Hubach bzw. Hubachtal genannt, nach dem heute unterirdisch unter der Klosterstraße verlaufendem Bach, der im Mittelalter die Herrschaft Saffenburg zunächst vom Haus Are und ab 1246 vom Erzstift Köln trennte.

### Kloster Marienthal
Keimzelle des Weilers war das 1137 von den im benachbarten Mayschoß residierenden Grafen von Saffenburg gestiftete Augustinerinnenkloster „Mariae vallis“. Besiedelt wurde es mit Nonnen aus dem Klosterrather Mutterhaus in den heutigen Niederlanden. Nach spärlichen Hinweisen in den Klosterrather Annalen unterhielten die ca. 40 Augustinerinnen in diesem ältesten Kloster des Ahrtals sieben Werkstätten, eine Brennerei, eine Bäckerei und ein Gästehaus.
Im Dreißigjährigen Krieg wurde das Kloster von schwedischen Truppen und durch Franzosen geplündert sowie beschädigt; Anfang des 18. Jahrhunderts wieder aufgebaut. Im Jahre 1801 wurde das Kloster durch den französischen Staat endgültig aufgehoben, die Klostergebäude und Besitzungen wurden 1811 durch die französische Regierung auf Abbruch versteigert. Erhalten sind die Kirche als Ruine und einzelne Gebäudeflügel.

### Weinbaudomäne
1925 wurde Marienthal Preußische Staatliche Weinbaudomäne im Weinbaugebiet Ahr und die Verwaltung zog in neu errichtete Gebäude ein. 1952 wurde ein Teil der 19 ha Rebhänge der Lehr- und Versuchsanstalt des Landes Rheinland-Pfalz zur Züchtung neuer Rebsorten zugeordnet. 2004 verkaufte das Land Anwesen und Weinberge an mehrere Winzer.
Der kleine Weiler, der im Umkreis um das Kloster entstanden ist, lebt heute ebenfalls vom Weinbau und Weintourismus.

### KZ-AußenlagerRebstock
In Marienthal befand sich das KZ-Außenlager Rebstock des KZ Buchenwald.

## Kultur und Sehenswürdigkeiten

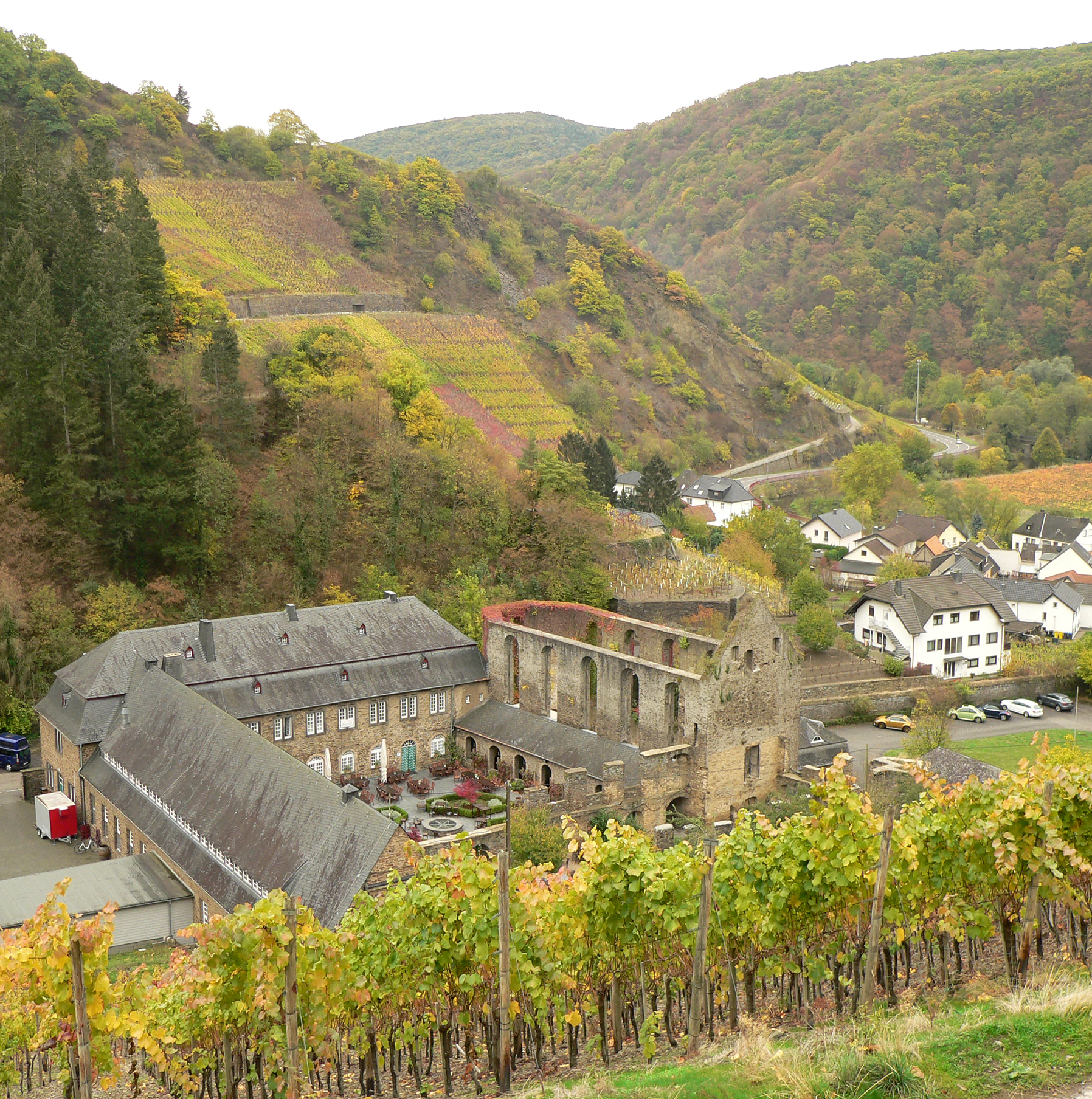
Kloster Marienthal mit Blick in Richtung Ahr

- Blickfang des Ortes ist die Ruine der Klosterkirche. Ihre architektonische Struktur (Westfassade, Langhaus mit großen Lanzettfenstern und Rundapsis) ist noch gut zu erkennen. Die Außenwände sind in weiten Teilen mit Efeu und Parthenocissus überwuchert. Das Innere kann über den Klostergarten betreten werden. Die 1925 erneuerten Gebäude der Weinbaudomäne im Stil klösterlicher Klausurgebäude umschließen einen Innenhof, der gastronomisch genutzt ist. Die Fundamente mit Tonnengewölbe aus dem 12. Jahrhundert sind erhalten und beherbergen heute den Weinkeller.
- An Marienthal führt der teilweise als Weinlehrpfad ausgelegte  Rotweinwanderweg vorbei. Der schon im 19. Jahrhundert frequentierte Felsen Bunte Kuh liegt zwischen Marienthal und Walporzheim.
- Von nur noch dokumentarischem Wert ist der ehemalige Regierungsbunker, der in den Jahren 1960–1972 als Ausweichsitz der Verfassungsorgane des Bundes für den Fall eines atomaren Angriffs konzipiert war (so genannter Atombunker). Er sollte im Ernstfall 3000 Personen für einen Monat das Überleben sichern. Unter dem Decknamen Dienststelle Marienthal war der Zweck des mit Panzerglas und Kameras ausgestatteten grauen Kubus im Weinberg oberhalb des Ortes für die Öffentlichkeit nicht zu erkennen. Es handelte sich um den Eingang zu einem ausgeklügelten unterirdischen Stollensystem auf 19 km Länge in 60–115 m Tiefe zwischen Dernau und Ahrweiler. Mit dem Ende des Kalten Krieges wurde der Bunker funktionslos und seit 2001 schrittweise rückgebaut. Ein etwas über 200 m  langer Teil der Anlage am östlichen Ende bei Walporzheim wurde als Dokumentationsstätte für die Nachwelt erhalten, die restlichen Tunnel und Stollen aus Gründen des Umweltschutzes vollständig entkernt, sodass nur noch nackte Betonröhren übrig blieben.
- Auf der südöstlichen Kuppe des Krausberges steht der Alfred-Dahm-Turm, ein überdachter hölzerner Aussichtsturm.

## Weinbau und Tourismus

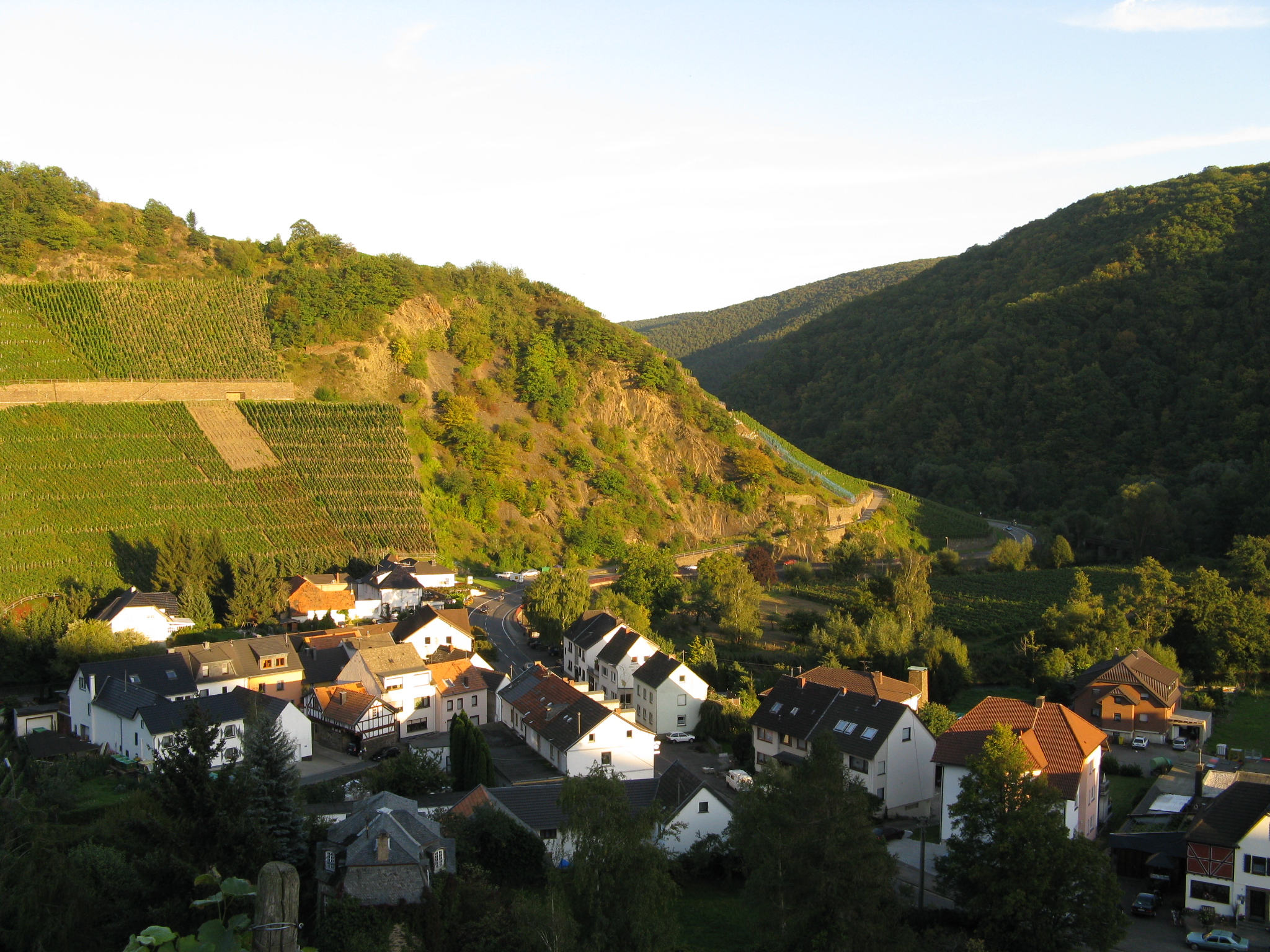
Weinlage Marienthaler Trotzenberg

Der Weinort Marienthal besitzt fünf Einzellagen. Es handelt sich durchweg um Steillagen mit Grauwackeverwitterungen im oberen Bereich und Löß und Lehm im unteren Abschnitt. Die erzeugten Weine fallen von den Trauben im oberen Bereich (um 200–250 m Höhe) fruchtig und von den Rebstöcken im unteren Abschnitt (um 100 m) füllig-kräftiger aus.
- Klostergarten, 9,6 ha, Rebhang am ehemaligen Augustinerinnenkloster;
- Stiftsberg, 12,22 ha, nördlich zwischen Marienthal und Dernau;
- Trotzenberg, 7,97 ha, ehemaliger Burgberg direkt am Ort;
- Rosenberg, 15,21 ha, östlich des Trotzenbergs;
- Jesuitengarten, 11,56 ha südlich zwischen Marienthal und Walporzheim auf dem Areal eines früheren Jesuitenhofs.

Spätburgunder (39 %) und Portugieser sind die bevorzugten roten Rebsorten, gefolgt von Dornfelder und Frühburgunder. Der Weißweinanteil erreicht mit Rivaner und Riesling einen Anteil von 21 %.
Größtes Weingut Marienthals ist die ehemals Staatliche Weinbaudomäne Marienthal mit 19 ha Rebfläche und einer Jahresproduktion von 100.000 Flaschen. Die Staatliche Weinbaudomäne Marienthal war im Jahr 2004 an die Weingut Kloster Marienthal KG, eine Gemeinschaft aus den Winzergenossenschaften Dernau und Mayschoß sowie den Weingütern Brogsitter und Meyer-Näkel, verkauft worden. Für Touristen findet Weinverkostung in der Probierstube im Klostergarten statt. Im Klostergut werden auch Konzerte und andere Veranstaltungen ausgerichtet, und es kann für private Feierlichkeiten gemietet werden.
Zudem sind einige kleinere Familienweingüter vor Ort, die Ausschank, Verkauf, Essen und Übernachtungsmöglichkeiten unterhalten.